# Мале Янгільдіно
Мале Янгі́льдіно (рос. Малое Янгильдино, чув. Качакасси) — присілок у складі Чебоксарського району Чувашії, Росія. Входить до складу Великокатраського сільського поселення.
Населення — 224 особи (2010; 205 у 2002).
Національний склад:
- чуваші — 99 %